# Agrotis manabilis
Agrotis manabilis är en fjärilsart som beskrevs av Max Wilhelm Karl Draudt 1924. Agrotis manabilis ingår i släktet Agrotis och familjen nattflyn. Inga underarter finns listade i Catalogue of Life.